# Wahlkreis Worbis I
Der Wahlkreis Worbis I war ein Landtagswahlkreis zur Landtagswahl in Thüringen 1990, der ersten Landtagswahl nach der Wiedergründung des Landes Thüringen. Er hatte die Wahlkreisnummer 2.
Der Wahlkreis umfasste fast den kompletten damaligen Landkreis Worbis mit folgenden Städten und Gemeinden: Bernterode, Beuren, Birkungen, Bischofferode, Bockelnhagen, Bodenrode, Böseckendorf, Brehme, Breitenbach, Breitenholz, Breitenworbis, Büttstedt, Buhla, Deuna, Dingelstädt, Ecklingerode, Effelder, Ferna, Gernrode, Gerterode, Großbartloff, Großbodungen, Hausen, Haynrode, Helmsdorf, Holungen, Hundeshagen, Jützenbach, Kallmerode, Kefferhausen, Kirchohmfeld, Kirchworbis, Kleinbartloff, Kreuzebra, Küllstedt, Leinefelde, Neuendorf, Eichsfeld, Niederorschel, Rüdigershagen, Silberhausen, Silkerode, Steinrode, Stöckey, Tastungen, Teistungen, Vollenborn, Wachstedt, Wehnde, Weißenborn-Lüderode, Wintzingerode, Worbis und Zwinge.

## Ergebnisse
Die Landtagswahl 1990 fand am 14. Oktober 1990 statt und hatte folgendes Ergebnis für den Wahlkreis Worbis I:
| Direktkandidat | Partei (Kürzel) | Erststimmen (%) | Zweitstimmen (%) |
| -------------- | --------------- | --------------- | ---------------- |
| Willibald Böck | CDU             | 66,7            | 66,6             |
|                | Chr. L          | -               | 00,3             |
|                | DFD             | -               | 00,4             |
|                | REP             | -               | 00,5             |
|                | DBU             | -               | 00,3             |
|                | DSU             | 02,6            | 01,8             |
|                | F.D.P.          | 06,5            | 06,6             |
|                | LL-PDS          | 04,2            | 04,0             |
|                | NPD             | -               | 00,1             |
|                | NFGRDJ          | 05,3            | 03,7             |
|                | SPD             | 13,9            | 15,2             |
|                | UFV             | 00,8            | 00,4             |

Es waren 51.317 Personen wahlberechtigt. Die Wahlbeteiligung lag bei 78,7 %. Als Direktkandidat wurde Willibald Böck (CDU) gewählt. Er erreichte 66,7 % aller gültigen Stimmen.